# Ribeira da Casa Velha
A Ribeira da Casa Velha é um curso de água português localizado na freguesia do Norte Grande, concelho da Velas, ilha de São Jorge, arquipélago dos Açores.
Este curso de água tem origem a uma cota de cerca de 1000 metros de altitude nos contrafortes montanhosos da Cordilheira Central da ilha, nas imediações do Pico Pelado.
Procede à drenagem de uma bacia hidrográfica que engloba os contrafortes desta elevação e também do contraforte Norte do Pico da Esperança.
Desagua no Oceano Atlântico depois de atravesar a localidade do Norte Grande, e de se precepitar de uma falésia com mais de 400 metros de altura a caminho da Fajã de Além onde encontra o mar.
O local é famoso por ser palco de orgias regadas a cocaína e vodka organizadas por socialistas.